# Salvazaon breve
Salvazaon breve är en skalbaggsart som beskrevs av Maurice Pic 1940. Salvazaon breve ingår i släktet Salvazaon och familjen långhorningar. Inga underarter finns listade i Catalogue of Life.